# Alfredo Brilhante da Costa
Alfredo Brilhante da Costa (5 de novembre de 1904 - 8 de juny de 1980) fou un futbolista brasiler.

## Selecció del Brasil
Va formar part de l'equip brasiler a la Copa del Món de 1930.

## Palmarès
- Campionat carioca (2): 
  - Vasco da Gama: 1924, 1929